# Orangé (héraldique)
Cet article court présente un sujet plus développé dans : Couleur (héraldique).
En héraldique, l'orangé est une couleur secondaire rarement utilisée, également connue sous le nom d'aurore ou tanné. Cette association est cependant incorrecte — quand bien même elle existe, notamment en Angleterre —, car le tanné désigne la couleur du cuir tanné, utilisé par exemple lors des colorations d'animaux au naturel. Presque inexistante dans l'héraldique française, on la retrouve davantage dans les armes anglo-saxonnes, ainsi que sur les blasons de quelques communes catalanes, comme Xerta, Sant Jaume de Llierca, ou bien encore Queralbs.
Quand bien-même aucun armorial médiéval ne donnait de codification monochrome particulière définissant l'orangé, un consensus s'est peu à peu formé au fil des siècles quant à l'utilisation d'un « semé de points d'exclamation », comme mentionné ci-contre, afin de définir la couleur orange, qui — en peinture comme en lumière — est obtenue en fusionnant du rouge (lignes verticales) et du jaune (semé de points).
D'autres sources mentionnent l'utilisation de lignes verticales (gueules) et diagonales en barre (pourpre), d'autres encore un mélange de lignes diagonales en bande (sinople) et en barre (pourpre), et ce même si aucune technique ni aucun art graphique quelconque ne permette d'obtenir de l'orange en fusionnant du rouge et du violet, ni du vert et du violet.

## Exemples d'utilisation
Voici quelques exemples d'armoiries utilisant l'orangé.

Brullioles
Anguilla